# Зубков Юрій Іванович
Юрій Іванович Зубков (нар. 12 травня 1939, Балей, Читинська область, РРФСР — пом. 2002) — радянський футболіст, виступав на позиції півзахисника, радянський та російський футбольний тренер.

## Життєпис
У змаганнях команд майстрів розпочав виступати в 1958 році в іркутській команді «Енергія» (згодом — «Машинобудівник», «Ангара», «Зірка»). Провів у команді п'ять сезонів, був одним з лідерів атаки клубу. У 1962 році значився в складі московського «Динамо».
У 1963 році перейшов у «Шинник», став переможцем турніру другої групи класу «А» 1963 року. У вищій лізі дебютував 11 квітня 1964 року в матчі з донецьким «Шахтарем», а першим голом відзначився 27 квітня в воротах кутаїського «Торпедо». Всього на вищому рівні зіграв 7 матчів та відзначився одним голом.
Після відходу з «Шинника» провів два сезони в «Уралмаші» та два — в «Таврії». У віці 29 років завершив кар'єру футболіста.
З 1970-х років розпочав працювати тренером. Протягом чотирьох сезонів очолював іркутську «Зірку» (1976-1979), також працював з клубами «Океан» (Керч), «Селенга» та тверською «Волгою». Входив у тренерські штаби «Таврії» й севастопольської «Атлантики».
Помер у квітні 2002 року.